# Nationale Demokratische Sammlung
Die Nationale Demokratische Sammlung (arabisch التجمع الوطني الديمقراطي at-Tadschammuʿ al-Waṭanī ad-Dīmuqrāṭī, französisch Rassemblement National Démocratique, RND) ist eine liberale, zentristische und regimetreue Partei in Algerien. Sie wird vom Premierminister des Landes, Ahmed Ouyahia, geführt und regiert zurzeit in einer Koalition mit der Nationalen Befreiungsfront.
Die Nationale Sammlung für Demokratie wurde am 21. Februar 1997 gegründet. Sie hielt ihren zweiten Parteitag vom 15. bis zum 17. Mai 2003 ab.
Bei der Parlamentswahl 2002 erhielt die Nationale Demokratische Sammlung 9,5 % der Wählerstimmen und gewann 47 der 380 Sitze in der Nationalen Volksversammlung. Dies war für die Partei eine herbe Niederlage, da sie zuvor 156 Sitze innehatte. Bei der Parlamentswahl 2007 erhielt die Partei 10,3 % der Wählerstimmen und gewann nun wieder 61 der 389 Sitze im Parlament. Bei der Parlamentswahl 2012 erhielt sie sogar nur noch 6,68 % der Stimmen sowie 70 Sitze. 2017 konnte sie wieder 14,91 Prozent der Stimmen und damit 100 Sitze gewinnen.
Die Nationale Demokratische Sammlung ist loyal zum letzten Präsidenten Algeriens, Abdelaziz Bouteflika. Sie war Koalitionspartner innerhalb einer Allianz von drei Parteien, die sogenannte „Präsidentielle Allianz“, welche im Jahre 2005 kreiert wurde und zudem auch die ehemalige Einheitspartei, die Nationale Befreiungsfront, sowie die der Muslimbruderschaft nahestehende Gesellschaftsbewegung für den Frieden (ehemals Hamas) umfasst.
Der Generalsekretär der Nationalen Demokratischen Sammlung, Ahmed Ouyahia, wurde am 23. Juni 2008 zum Premierminister ernannt.